# Dicrocaulon
Dicrocaulon é um género botânico pertencente à família Aizoaceae.